# Mitsubishi 3000GT
Mitsubishi 3000GT — спортивный автомобиль класса GT японской компании Mitsubishi Motors. Выпускался с 1990 по 2000 год. На внутреннем рынке Японии был известен как Mitsubishi GTO. Для Северной Америки автомобиль был дособран корпорацией Chrysler и получил название Dodge Stealth.

## Описание
После успешного показа концепт-каров Mitsubishi HSR и HSX в 1989 на Tokyo Motor Show, Mitsubishi разработала новый GTO как технологически продвинутое двухместное спортивное купе, чтобы конкурировать с Honda NSX, Mazda RX-7, Nissan 300ZX, Skyline GT-R, Subaru SVX и Toyota Supra. Они возродили название GTO, и автомобиль продолжали выпускать до конца десятилетия.

## 1990—1993

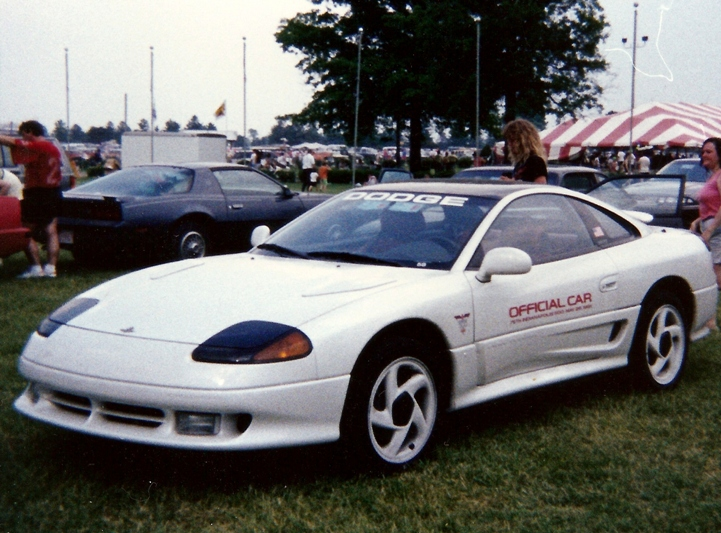
Dodge Stealth перед гонками Indianapolis 500, май 1991 года

В первом поколении Mitsubishi использовали такие технологии, такие как полный привод, четыре активных колеса, активная аэродинамика с участием автоматической регулировки переднего и заднего спойлеров и электронное управление подвески (ECS). На Dodge Stealth не было активной аэродинамики. В двигателе модели 3000GT было четыре распредвала, два турбонагнетателя с интеркулером и многоточечным впрыском топлива в цилиндры.
| Название модели                                                                                 | Двигатель              | Максимальная мощность              | Максимальный крутящий момент |
| ----------------------------------------------------------------------------------------------- | ---------------------- | ---------------------------------- | ---------------------------- |
| Dodge Stealth (США, Канада)                                                                     | SOHC 12v V6            | 119 кВт (162 л.с.) при 5500 об/мин | 250 Н·м при 4000 об/мин      |
| Mitsubishi 3000GT, 3000GT SL (США); Mitsubishi GTO; Dodge Stealth ES, Stealth R/T (США, Канада) | DOHC 24v V6            | 164 кВт (223 л.с.) при 6000 об/мин | 272 Н·м при 4500 об/мин      |
| Mitsubishi GTO twin turbo, GTO MR                                                               | DOHC 24v V6 twin turbo | 206 кВт (280 л.с.) при 6000 об/мин | 427 Н·м при 2500 об/мин      |
| Mitsubishi 3000GT VR-4, 3000GT (Европа), Dodge Stealth R/T twin-turbo (США, Канада)             | DOHC 24v V6 twin turbo | 221 кВт (300 л.с.) при 6000 об/мин | 415 Н·м при 2500 об/мин      |

## 1994—1996
Второе поколение модели отличается от первого прежде всего по измененному переднему и заднему бамперам, а также по боковым воздухозаборникам. Интерьер тоже был переделан, появились 2 подушки безопасности, новая аудиосистема и кондиционер. Двигатель с двойным турбонаддувом получил небольшой прирост крутящего момента с 416 Н·м до 427 Н·м. В дополнение к этому, VR-4 начали оснащать шестиступенчатой механической коробкой передач Getrag.
| Название модели                                                                                         | Двигатель              | Максимальная мощность                | Максимальный крутящий момент |
| --- | ---------------------- | ------------------------------------ | ---------------------------- |
| Dodge Stealth (США, Канада)                                                                             | SOHC 12v V6            | 119 кВт (162 л.с.) при 5500 об/мин   | 250 Н·м при 4000 об/мин      |
| Mitsubishi 3000GT, 3000GT SL, 3000GT SL Spyder (США); Mitsubishi GTO; Stealth R/T (США, Канада)         | DOHC 24v V6            | 166 кВт (226 л.с.) при 6000 об/мин   | 277 Н·м при 4500 об/мин      |
| Mitsubishi GTO twin turbo, GTO MR                                                                       | DOHC 24v V6 twin turbo | 206 кВт (280 л.с.) при 6000 об/мин   | 427 Н·м при 2500 об/мин      |
| Mitsubishi 3000GT VR-4, 3000GT VR-4 Spyder, 3000GT (Европа); Dodge Stealth R/T twin-turbo (США, Канада) | DOHC 24v V6 twin turbo | 238,4 кВт (324 л.с.) при 6000 об/мин | 427 Н·м при 2500 об/мин      |

## 1997-2001
Двигатель SOHC, ранее доступный только в Dodge Stealth базовой версии, начали устанавливать в модели Mitsubishi, после чего Dodge Stealth сняли с производства. В 1999 году автомобиль получил частичные преобразования экстерьера, включая новый передний бампер, фары, поворотники. 1999 год был последним годом 3000GT, когда он был доступен на рынке США.
| Название модели                                         | Двигатель              | Максимальная мощность                | Максимальный крутящий момент |
| ------------------------------------------------------- | ---------------------- | ------------------------------------ | ---------------------------- |
| Mitsubishi 3000GT (USA)                                 | SOHC 12v V6            | 119 кВт (162 л.с.) при 5500 об/мин   | 250 Н·м при 4000 об/мин      |
| Mitsubishi 3000GT SL (США); Mitsubishi GTO SR (Япония)  | DOHC 24v V6            | 166 кВт (226 л.с.) при 6000 об/мин   | 277 Н·м при 4500 об/мин      |
| Mitsubishi GTO twin turbo, Mitsubishi GTO twin turbo MR | DOHC 24v V6 twin turbo | 206 кВт (280 л.с.) при 6000 об/мин   | 427 Н·м при 2500 об/мин      |
| Mitsubishi 3000GT VR-4                                  | DOHC 24v V6 twin turbo | 238,4 кВт (324 л.с.) при 6000 об/мин | 427 Н·м при 2500 об/мин      |

## Галерея

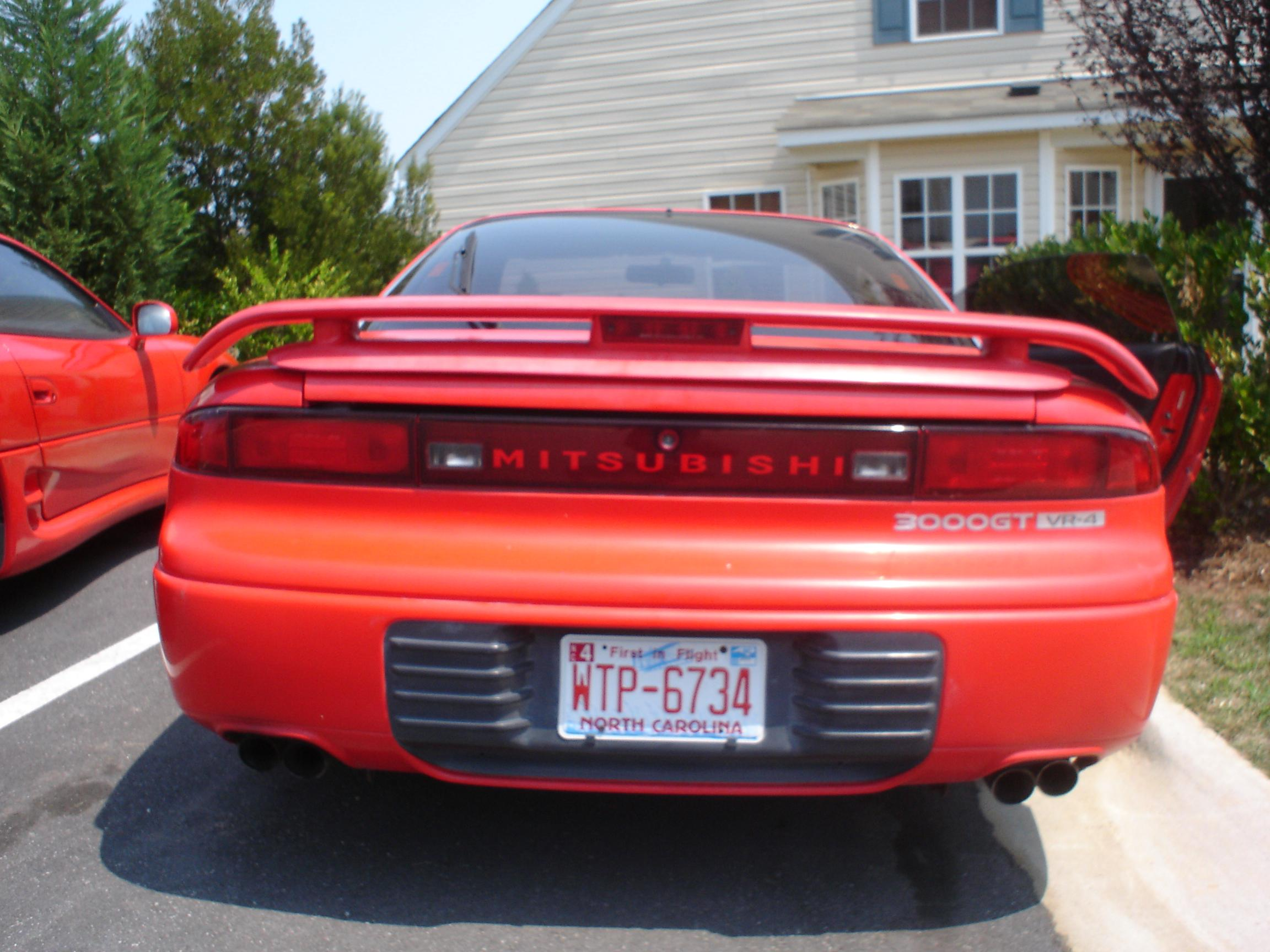
Активный спойлер на 3000GT VR-4 1992 года.
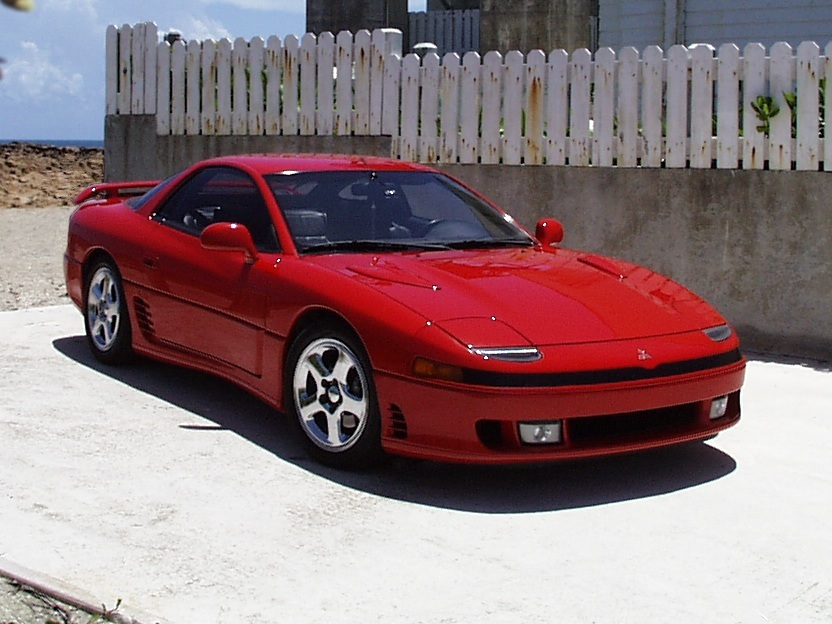
Первое поколение 3000GT
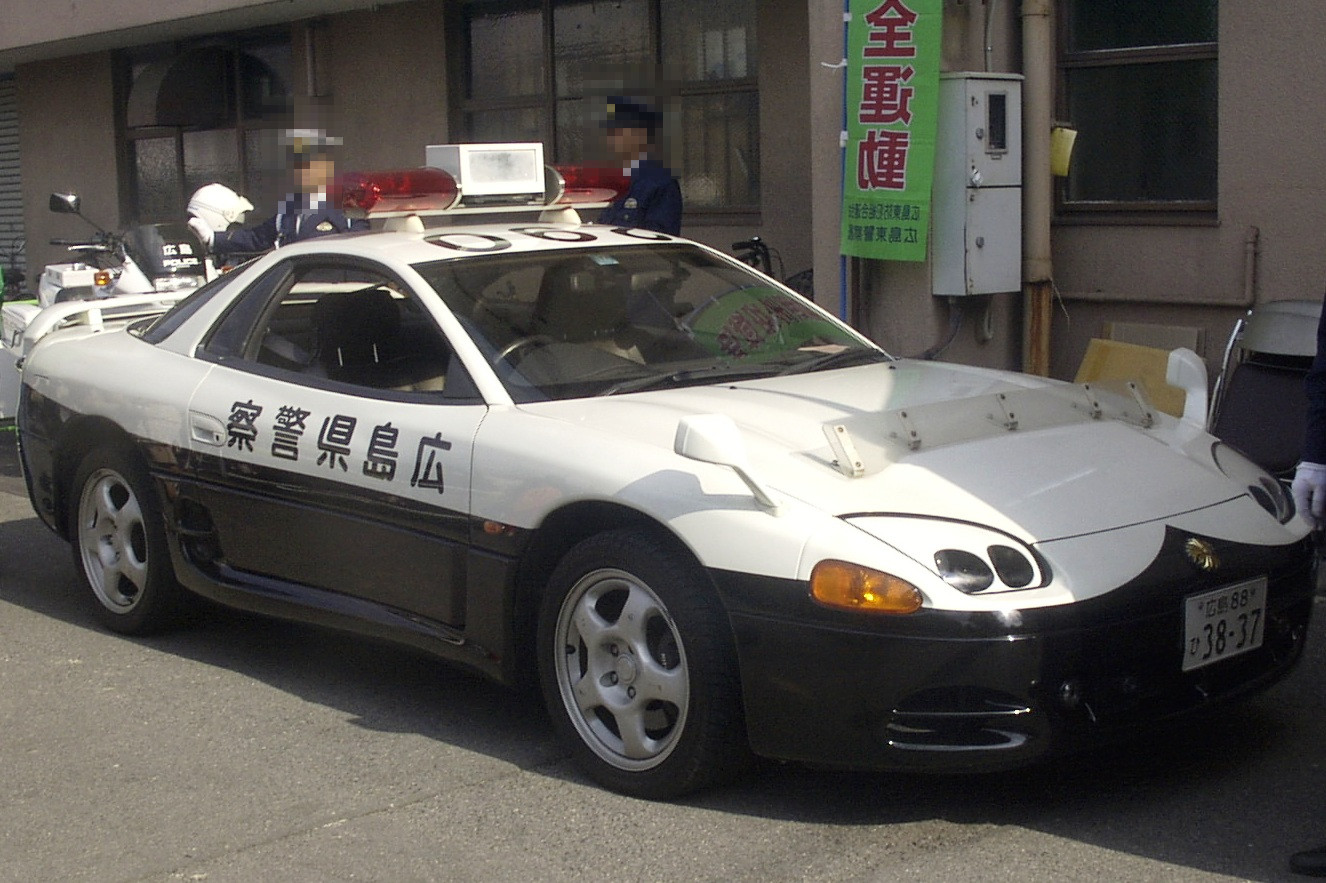
Полицейский Mitsubishi GTO.
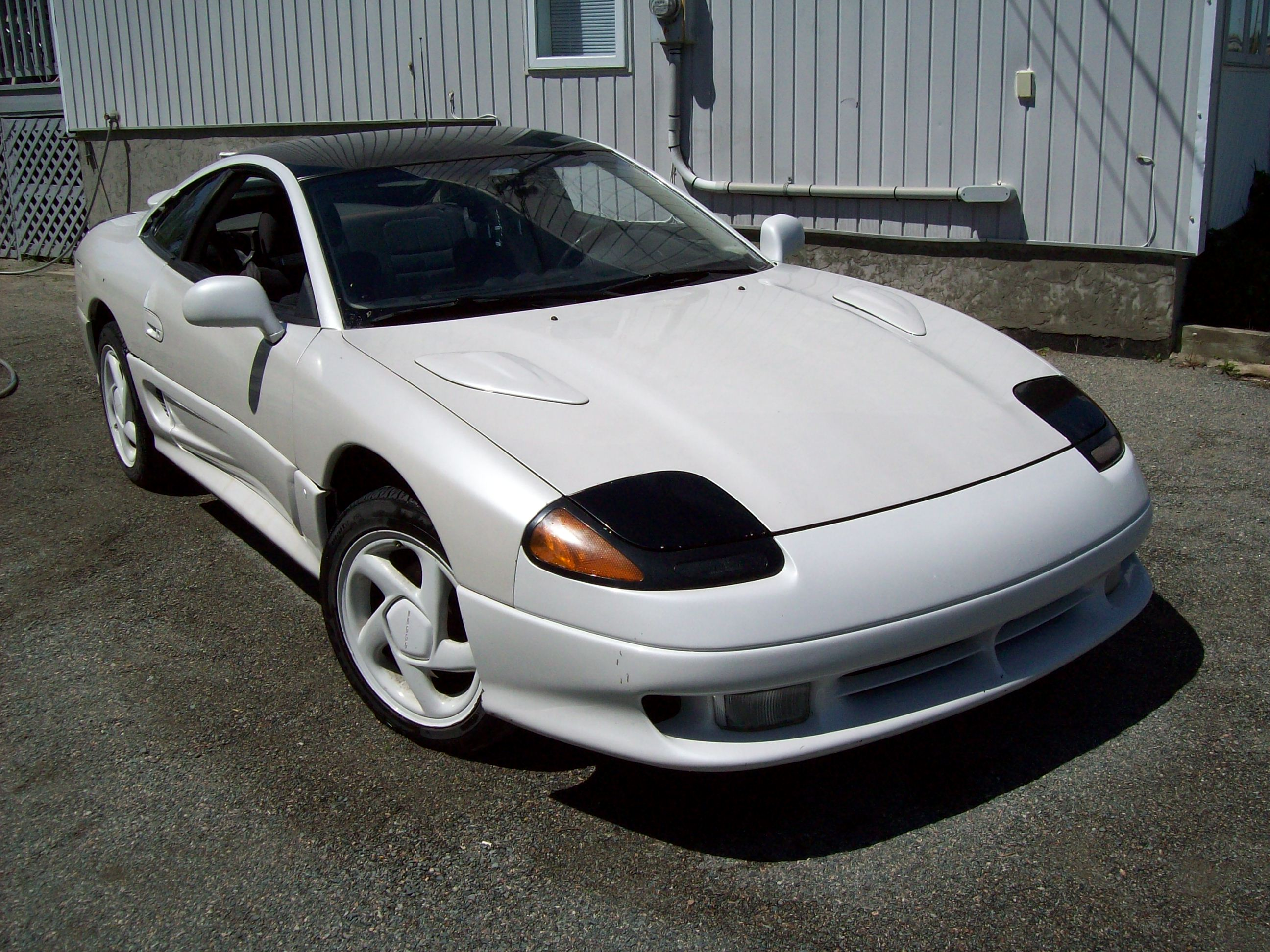
1991 Dodge Stealth RT